# Тапачула
Тапачула (на испански: Tapachula) е град в щата Чиапас, югоизточно Мексико близо до Гватемала. Населението му е 202 672 жители (по данни от 2010 г.), което го прави 2-рия по население град в щата му. Тапачула е основна отправна точка през която преминават нелегалните емигранти от Централна Америка през Мексико на север (към САЩ) посредством влакове. Мексиканската федерална магистрала 200 преминава през града.